# Der Fluch der goldenen Blume
Der Fluch der goldenen Blume (Originaltitel: chinesisch 滿城盡帶黃金甲 / 满城尽带黄金甲, Pinyin Mǎn chéng jìn dài huángjīnjiǎ), auch unter dem englischen Titel The Curse Of The Golden Flower bekannt, ist ein dramatischer und monumentaler Wuxia-Film aus dem Jahre 2006 des chinesischen Regisseurs Zhang Yimou.
Mit einem Etat von 45 Millionen US-Dollar war es die bis dahin teuerste chinesische Filmproduktion und übertraf Chen Kaiges Wu Ji – Die Reiter der Winde.

## Handlung
Die Handlung spielt am Hof des chinesischen Kaisers im 10. Jahrhundert, zur Zeit der Späteren Tang-Dynastie. Die Kaiserin hat eine Affäre mit dem Sohn aus der ersten Ehe des Kaisers, dem Kronprinzen Wan. Dieser liebt jedoch die Tochter des Apothekers. Der Kaiser, der die Affäre entdeckt hat, will seine Frau langsam vergiften, indem er ihr Eisenhutwurzel in ihre Medizin mischen lässt, die ihr mehrmals täglich von der Tochter des Apothekers gereicht wird. Obwohl sie dies durchschaut, kann sie die Medizin nicht zurückweisen, ohne Verdacht zu erregen.
Eine verkleidete Frau, die in den Palast eingedrungen ist, bestätigt der Kaiserin, dass die Medizin Gift enthält. Die Frau wird auf ihrem Rückweg von Wan entdeckt und zum Kaiser gebracht. Es ist die Frau des Apothekers, die früher die erste Frau des Kaisers war und damit die Mutter von Wan ist. Der Kaiser erkennt sie und verspricht ihr Wiedergutmachung dafür, dass er sie damals verstieß und für tot erklärte. Er ernennt ihren Mann, den Apotheker, zum Gouverneur einer Provinz, und die Familie verlässt mit ihrer Tochter die Hauptstadt des Reiches. Auf der Reise werden sie in einem Gasthaus von Attentätern des Kaisers überfallen, nur Mutter und Tochter gelingt es zu fliehen. Sie versuchen, zurück in den Palast zu entkommen.
Nachdem die Kaiserin ihrem ältesten Sohn, dem Prinzen Jai, von den Mordplänen seines Vaters erzählt, plant er einen Putsch am Tag des Chrysanthemenfestes. Die Kaiserin bestickt Tücher mit goldenen Chrysanthemen für die Anhänger ihres Sohnes, damit sie von der regulären Palastwache unterschieden werden können. Wan, der auch eine dieser Blumen tragen soll, errät den Plan seiner Mutter. Nach einem Selbstmordversuch verrät er den Plan an den Kaiser.
Am Tag des Festes enthüllt der jüngste Sohn des Kaisers, Yu, überraschend seinen eigenen Plan, die Macht zu übernehmen. Er ersticht den Kronprinzen Wan, wird aber dann von seinem wütenden und trauernden Vater zu Tode geprügelt. Im Palast angekommen, erfährt die Tochter des Apothekers, dass ihr Geliebter Wan eigentlich ihr Halbbruder war. Von dieser Erkenntnis in den Wahnsinn getrieben, läuft sie den Attentätern des Kaisers in die Hände, die sie töten, wie auch ihre Mutter, die sie zu retten versucht. Prinz Jai greift den Palast an, seine Truppen werden jedoch von der gewarnten Palastwache geschlagen, die Jai selbst aber verschont. Der Kaiser bietet ihm an, doch noch Kronprinz zu werden, wenn er seiner Mutter von nun an täglich ihre vergiftete Medizin bringt. Jai bittet seine Mutter um Entschuldigung und stürzt sich in sein eigenes Schwert. In der Schlussszene schleudert die verzweifelte Kaiserin die Tasse mit der vergifteten Medizin vor den Augen des Kaisers auf den Tisch, der mit dem kaiserlichen Wappen geziert ist. Das Gift färbt das kaiserliche Wappen schwarz.

## Auszeichnungen
Oscars:
Nominiert
- Bestes Kostüm-Design: Chung Man Yee

Hong Kong Film Awards:
Gewonnen
- Beste Schauspielerin: Gong Li
- Beste Filmausstattung: Tingxiao Huo
- Bestes Kostüm- & Make-up-Design: Chung Man Yee
- Bester Filmkomponist: Jay Chou

Nominiert u. a.
- Beste Kampfchoreographie: Siu-Tung Ching
- Bester Schauspieler: Chow Yun-Fat
- Beste Kamera: Xiaoding Zhao
- Beste Regie: Yimou Zhang
- Bester Film: William Kong/Weiping Zhang
- Beste Filmmusik: Shigeru Umebayashi

Costume Designers Guild Award:
Gewonnen
- Bestes Kostüm-Design: Chung Man Yee

## Kritiken
Birgit Glombitza von Spiegel Online hält den Film für ein opulentes, aber seelenloses Spektakel: "Der Fluch der goldenen Blume" ist ein Spektakel, es geht um nichts als opulente Bilder, um Massenchoreographien und komplizierte Kostüme. [...] Und doch bleiben diese Samurai- und Schwertkämpfergeschichten im Vergleich zu ihren Hongkong-Vorläufern aus den achtziger und neunziger Jahren erstaunlich seelenlos. Ganz so als glaubten sie im Grunde selbst nicht mehr an ein Königreich, für das es sich noch zu kämpfen lohnt. Sebastian Handke lobt im Tagesspiegel einige eindrucksvolle Szenen, kritisiert aber ebenfalls die Überladenheit des Films: Bei allem Respekt für den großen Regisseur Zhang Yimou – mit seiner nun abgeschlossenen Historientrilogie hat er sich immer mehr für dieses seelenlose Kino einspannen lassen. In „Hero“ und „House of Flying Daggers“ gelang Yimou noch die Versöhnung von Opulenz mit Askese, von Spektakel und Drama. „Fluch der goldenen Blume“ dagegen ist derart überladen, dass man Sorge hat, die Leinwand könnte sich unter der Last aus ihrer Verankerung lösen und mit lautem Aufprall zu Boden gehen.

## Historisches
- Die Plattenrüstungen, getragen durch Kaiser Ping und Prinz Jai, waren in der chinesischen Geschichte, wegen ihrer eingeschränkten Bewegungsfreiheit, unpopulär. Lamellenpanzer wurden aus diesem Grund eher bevorzugt.
- Der Gebrauch von Nagelverlängerungen durch die Kaiserin war während der Tang-Dynastie nicht üblich und wurde erst einige Jahrhunderte später in der Ming-Dynastie populär.
- Die Kleider, welche von der Kaiserin und ihrer Bediensteten getragen wurden, gelten als unrealistisch. Tatsächlich gehörten Unterhemden zu jener Zeit für die Oberschicht zum Teil der weiblichen Garderobe, welche jedoch schnell aus der Mode gerieten.
- Der Film spielt im Jahr 928 n. Chr. während der Späteren Tang-Dynastie. Zu jener Zeit war Luoyang die Hauptstadt. Gezeigt wird im Film stets – wenn auch mit geringfügigen Abwandlungen – der Kaiserpalast (die Verbotene Stadt) in Peking. Dieser wurde jedoch erst knapp 500 Jahre später (1406) errichtet, und eben in Peking, nicht in Luoyang.